# Софтуерен университет
„Софтуерен университет“ ООД (на английски: Software University Ltd.) е частно учебно заведение за практическо обучение на програмисти и ИТ специалисти.

## Предистория и основаване

### Откриване
„Софтуерен университет“ ООД е основан през 2013 г. в гр. София от д-р Светлин Наков и Виктор Десподски. През януари 2014 г. стартира приемът на обучаващи се в учебното заведение. През есента на същата година, под патронажа на президента на България – Росен Плевнелиев, учебната година е официално открита.

## Кандидатстване и учебен план

### Кандидатстване
Прием на нов випуск има три пъти в годината след полагане на приемен изпит, като преди това се провеждат безплатни подготвителни курсове по програмиране. Почти всеки месец, според броят на желаещите, в учебния център на СофтУни в София и онлайн започва нова подготвителна група за запознаване с основите на програмирането. 
Кандидатите избират директно явяване на приемен изпит, при който е необходимо записване в онлайн форма на обучение, или преминаване на безплатния подготвителен курс.
Приемният изпит се състои от практически задачи и ограничено изпитно време. За решаване на задачите може да се използват програмните езици C#, Java, JavaScript, C, C++, PHP и Python.

### Учебен план
В СофтУни се изучават основи на програмирането, софтуерни технологии, програмни езици и платформи.
От юни месец 2015 г. влиза нова система на обучение – SoftUni 2.0. Дотогавашните 3 нива на обучение се заменят с 3 модула, като всеки от тях е свързан с конкретна професия. Вкарва се и кредитна система, която числено отразява напредъка в обучението.
От 16 май 2016 г. е въведена текущата обучителна система – SoftUni 3.0, която променя учебния процес след приема. След приемния изпит учащите преминават пре технологичен (Tech) модул, а след него имат възможност да специализират (професионална квалификация).

#### Технологичен модул
Технологичният модул (Tech модул) дава възможност на успешно приетите кандидати за 4 месеца да затвърдят и разширят уменията си по програмиране и да натрупат базови технологични умения: уеб технлогии, бази данни и уеб разработка с езиците JavaScript, PHP, Java и C#.

#### Професионални модули
Професионалните модули са C# Web Development, Java Web Development, JavaScript Development или PHP Web Development. В тях и възможност да се изучава разработка на софтуер по-задълбочено (1 – 2 години).

#### Отворени курсове
- Специализирани курсове – практически курсове на различни теми в областта на програмирането и съвременните технологии, маркетинга и дизайна. Те се провеждат в две форми – безплатни обучения със заплащане на такса за изпит и сертификация или платени курсове.
- Вътрешни отворени курсове – практически курсове от учебния план на учебното заведение, които са достъпни и за външни посетители.

#### Семинари
В СофтУни се провеждат голям брой обучителни семинари – еднократни безплатни събития на предварително определена тема, свързана с дигиталния свят, в които лектори-доброволци от индустрията споделят своите знания и опит.

### Форми на обучение
Обученията в СофтУни се състоят от практически учебни занятия (присъствени или онлайн), на които се преподава и демонстрира новият учебен материал, след което се работи задълбочено върху голямо количество практически упражнения и проекти. Обучителните програми са продължителни (от 1 до 3 години според избраната професия) и изискват значителни усилия.
Обучаващите се избират между присъствена и онлайн форма на обучение. В повечето модули присъственото обучение изисква посещение на 4 – 5 занятия на седмица, всяко по 4 часа. В онлайн формата учащите получават достъп до видео стрийминг и запис от учебните занятия с възможност да работят по упражненията и проектите си вкъщи, но също трябва да отделят за обучението си 15 – 20 часа на седмица.

### Сертификати
СофтУни издава следните сертификати за успешно преминалите обучения:
- Сертификати за курсове – сертификат за успешно преминат отворен или вътрешен курс се издава след преминаване на курса с оценка 5.00 или по-висока.
- Диплома за софтуерен инженер-практик – обучаващите се в СофтУни получават диплома, издадена от учебното заведение, след събиране на 150 кредита за професиите C# Web Developer и Java Web Developer и 80 кредита за JavaScript Developer и PHP Developer от всички успешно преминати курсове (курсове от учебния план и отворени курсове).

## Други образователни инициативи на СофтУни
- SoftUni Digital е цялостна програма за обучение на специалисти по дигитален маркетинг, включваща безплатни и платени обучения. Провежда се веднъж годишно и продължава 6 – 8 месеца.
- SoftUni Creative e цялостна програма за обучение на крейтив специалисти по графичен и уеб дизайн, 3D графика и видео. Провежда се веднъж годишно и включва безплатни и платени обучения в продължение на година.
- Инициативата SoftUni Kids развива обучения за деца по програмиране и информационни технологии. Обученията се провеждат на модули, всеки от които с продължителност един учебен срок и на различна тематика: програмиране, микроконтролери, Scratch и други.
- SoftUni Svetlina е лицензирана от МОН частна професионална гимназия за дигитални умения, където се изучават усилено програмиране, графичен дизайн и мултимедия, дигитален маркетинг и предприемачество, с преподаватели-практици от бизнеса.

### Фондация СофтУни
СофтУни фондацията обучава безплатно българските учители на дигитални умения, разработва и разпространява качествено отворено учебно съдържание за обучение на ИТ специалисти, създава и публикува безплатни книги и учебници, провежда безплатни обучения по програмиране и дигитални технологии за ученици от цялата страна, разработва учебни планове, програми и учебно съдържание за подпомагане на българската образователната система.

## ЧПГДН "СофтУни Светлина"
- Частна Професионална Гимназия по Дигитални Науки "СофтУни Светлина" е първата гимназия по дигитални науки в България. Тя се намира в София и се състои от две бази - "Дружба" и "Младост". Създадено е в 2017, докато базата в "Младост" отваря чак през 2022г. Всяка база си има президент, който взима решения и подобрения за базите. В "Дружба", отговорникът е Ян Стоянов Кръстев, а в "Младост", е Орлин Десимиров Ризов.

## Екип

### Основателите на СофтУни
Светлин Наков е доктор по информатика и носител на президентската награда „Джон Атанасов“ за принос към информационните технологии. Инициирал е написването на няколко книги за програмиране, сред които „Въведение в програмирането със С#“ и „Въведение в програмирането с Java“. Има 15-годишен опит като софтуерен инженер, ръководител на софтуерни проекти, консултант, обучител и предприемач. С богат опит с блокчейн, .NET и Java EE платформи, информационни системи, бази данни, уеб програмиране и софтуерно инженерство. Той е автор на десетки книги, обучителни курсове, технически и научни публикации. Светлин е бил лектор на стотици конференции, семинари, курсове и други обучения. Има докторска степен (PhD) по компютърни науки и медали от Международните олимпиади по информатика (МОИ). Бил е преподавател в Софийския университет, Нов български университет и Техническия университет в София.
Христо Тенчев е основател и изпълнителен директор на българска компания за разработка на онлайн игри – XS Software. Тенчев е завършил компютърни системи в Технически университет – София. Има опит в онлайн игрите, дигиталния бизнес, дигиталното образование, софтуерната разработка и блокчейн технологиите.

## Награди
Основателите Наков и Тенчев са измежду избраните от Дарик радио, „40 до 40“ българи, доказали се в различни области.
В началото на 2015 г. Светлин Наков взима награда за „Млад мениджър“ от Фондация Еврика, а през февруари 2015 г. СофтУни е удостоен с наградата за образоване на БАИТ (Българската асоциация по информационни технологии) в категория „Образователна награда“. СофтУни печели още награди от Forbes Bulgaria за най-добър стартиращ бизнес и за обществена дейност за 2015 г., наградата на Българската уеб асоциация „Образователна платформа за 2015 г.“ и други.
„Софтуерен университет“ ООД е асоцииран член на БАСКОМ (Българска Асоциация на Софтуерните Компании) и работни директно с асоциацията за постоянна актуализация на обучителната програма.